# 南北多摩合戦
南北多摩合戦（なんぼくたまがっせん、なんぼくたまかっせん）は、FC町田ゼルビアと東京武蔵野シティFCが対戦する試合（ダービーマッチ）の呼称である。

## 概要
FC町田ゼルビアが日本フットボールリーグに昇格した2009年より横河武蔵野FC（2016年より東京武蔵野シティFC）との対戦が始まった。
当初は「JFL東京ダービー」といわれており、2009年4月にスポーツナビで戸塚哲也（町田監督）および依田博樹（武蔵野監督）との座談会で「新たなる東京都ダービーの実現に向けて」と題して話したが、一部のサポーターは「チーム名に町田・武蔵野の両市の名前が入っているので、「東京」という文字を入れるにはいささか問題がある」として、東京都の多摩地方を本拠地とするチーム同士の対戦 であることを意識付けてこの「南北多摩合戦」というダービー名がつけられたとされている。ちなみに、町田市は南多摩郡、武蔵野市は北多摩郡に所属していたことがある。
なお、東京武蔵野シティFCはその後Jリーグ百年構想クラブの申請が承認され、J3リーグ加盟を目指していたが、2020年7月にそれを返上。2021年に東京ユナイテッドFCと合弁して東京武蔵野ユナイテッドFCとして再度J3昇格を目指していたが、2023年7月解消となり、横河武蔵野FCにチーム名を戻している。なお2023年度からJ3ライセンス申請時に百年構想クラブ承認が必須ではなくなった。

## ホームスタジアム
| チーム名           | スタジアム名               | 収容人員  | 画像                       |
| ------------------ | -------------------------- | --------- | -------------------------- |
| FC町田ゼルビア     | 町田市立陸上競技場         | 15,489人  | 町田市立陸上競技場         |
| 東京武蔵野シティFC | 武蔵野市立武蔵野陸上競技場 | 約5,000人 | 武蔵野市立武蔵野陸上競技場 |

## 試合結果

### リーグ戦
- 出典：日本フットボールリーグ・過去の全記録（2016年2月2日閲覧）

■FC町田ゼルビア：2勝2分4敗

■横河武蔵野FC / 東京武蔵野シティFC：4勝2分2敗
| 年 | 月日     | 時期 | 時期       | 会場   | ホーム     | 得点  | アウェイ   | 観客数 |
| --- | -------- | ---- | ---------- | ------ | ---------- | ----- | ---------- | ------ |
| 2009 | 4月11日  | JFL  | 前期第5節  | 武蔵野 | 横河武蔵野 | 2 - 1 | 町田       | 1,326  |
| 2009 | 10月17日 | JFL  | 後期第12節 | 多摩   | 町田       | 1 - 2 | 横河武蔵野 | 1,315  |
| 2010 | 6月19日  | JFL  | 前期第16節 | 西が丘 | 横河武蔵野 | 2 - 3 | 町田       | 1,204  |
| 2010 | 10月31日 | JFL  | 後期第13節 | 西が丘 | 町田       | 1 - 2 | 横河武蔵野 | 1,411  |
| 2011 | 4月24日  | JFL  | 前期第7節  | 町田   | 町田       | 1 - 2 | 横河武蔵野 | 3,044  |
| 2011 | 11月5日  | JFL  | 後期第14節 | 駒沢   | 横河武蔵野 | 0 - 0 | 町田       | 1,586  |
| 2012年は町田がJ2所属、横河武蔵野がJFL所属のため試合なし。                                                                                    |          |      |            |        |            |       |            |        |
| 2013 | 5月4日   | JFL  | 第10節     | 武蔵野 | 横河武蔵野 | 0 - 1 | 町田       | 2,257  |
| 2013 | 7月14日  | JFL  | 第20節     | 町田   | 町田       | 2 - 2 | 横河武蔵野 | 2,742  |
| 2014年以後はそれぞれ違うディヴィジョンの所属のため試合なし。 町田：2014-2015年:J3、2016-2023年:J2、2024年-2025年:J1、武蔵野：2014-2025年:JFL |          |      |            |        |            |       |            |        |